# Ocet winny
Ocet winny – stosowany jako przyprawa produkt spożywczy, wytwarzany z wina w procesie fermentacji octowej.
Zazwyczaj stężenie kwasu octowego w occie winnym wynosi od 6 do 10%. Ocet jest stosowany do nadania kwaskowego smaku przyrządzanym potrawom.
Do sałatek i surówek stosuje się głównie biały ocet winny, zaś do marynat stosowanych do moczenia wołowiny, cielęciny czy jagnięciny oraz sałatek z czerwonych warzyw, ocet pochodzący z wina czerwonego.